# La Victoria, Álamo Temapache
La Victoria är en ort i Mexiko.   Den ligger i kommunen Álamo Temapache och delstaten Veracruz, i den sydöstra delen av landet, 230 km nordost om huvudstaden Mexico City. La Victoria ligger 30 meter över havet och antalet invånare är 183.
Terrängen runt La Victoria är huvudsakligen platt, men norrut är den kuperad. Runt La Victoria är det ganska tätbefolkat, med 65 invånare per kvadratkilometer. Närmaste större samhälle är Temapache, 10,4 km norr om La Victoria. Trakten runt La Victoria består till största delen av jordbruksmark.